# دان هداية
دانيال هداية (بالإنجليزية: Dan Hedaya)‏(بروكلين، نيويورك 24 يوليو 1940) ممثل أمريكي من أصل سوري شارك بعدة أفلام، ومنها فيلم سيمبل بلود.

## حياته ومهنته
ولد دانيال هداية في بروكلين، نيويورك لعائلة سورية من يهود حلب السفارد. هاجر والده من حلب إلى الولايات الأمريكية المتحدة  ونشأ دانيال في بينسونهرست، وعمل كمدرس في مدرسة ثانوية لسنوات قبل أن يتحول إلى العمل في التمثيل كمهنة.

## وصلة خارجية
- دان هداية على موقع IMDb (الإنجليزية)
- دان هداية على موقع روتن توميتوز (الإنجليزية)
- دان هداية على موقع ألو سيني (الفرنسية)
- دان هداية على موقع أول موفي (الإنجليزية)
- دان هداية على موقع قاعدة بيانات الأفلام السويدية (السويدية)
- دان هداية على موقع إن إن دي بي (الإنجليزية)
- دان هداية على موقع قاعدة بيانات الفيلم (الإنجليزية)
- دان هداية على موقع كينوبويسك (الروسية)